# Internet mobilny

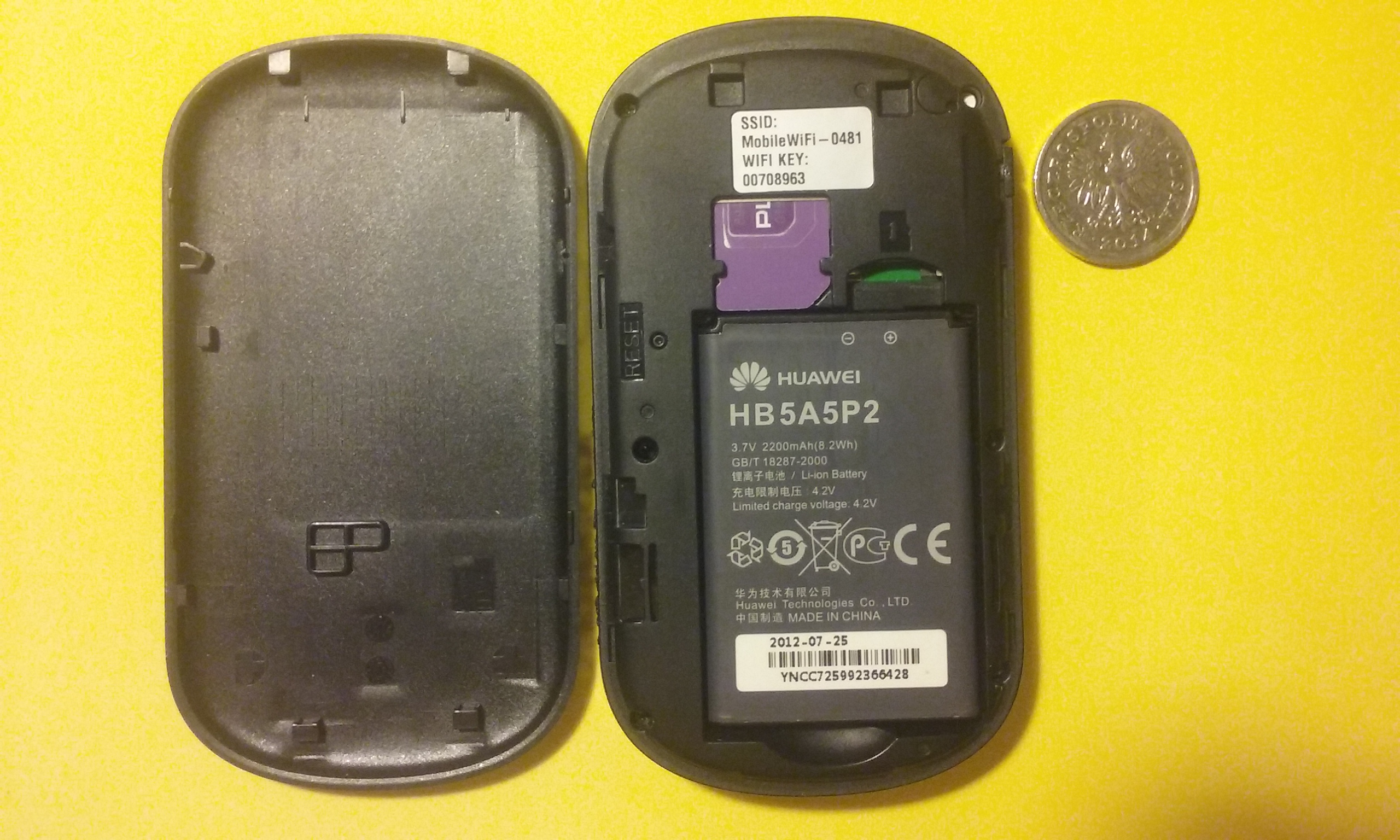
Router mobilny – Huawei E587u-2 z widoczną baterią oraz slotami – karty sim i slotem kart pamięci micro SD

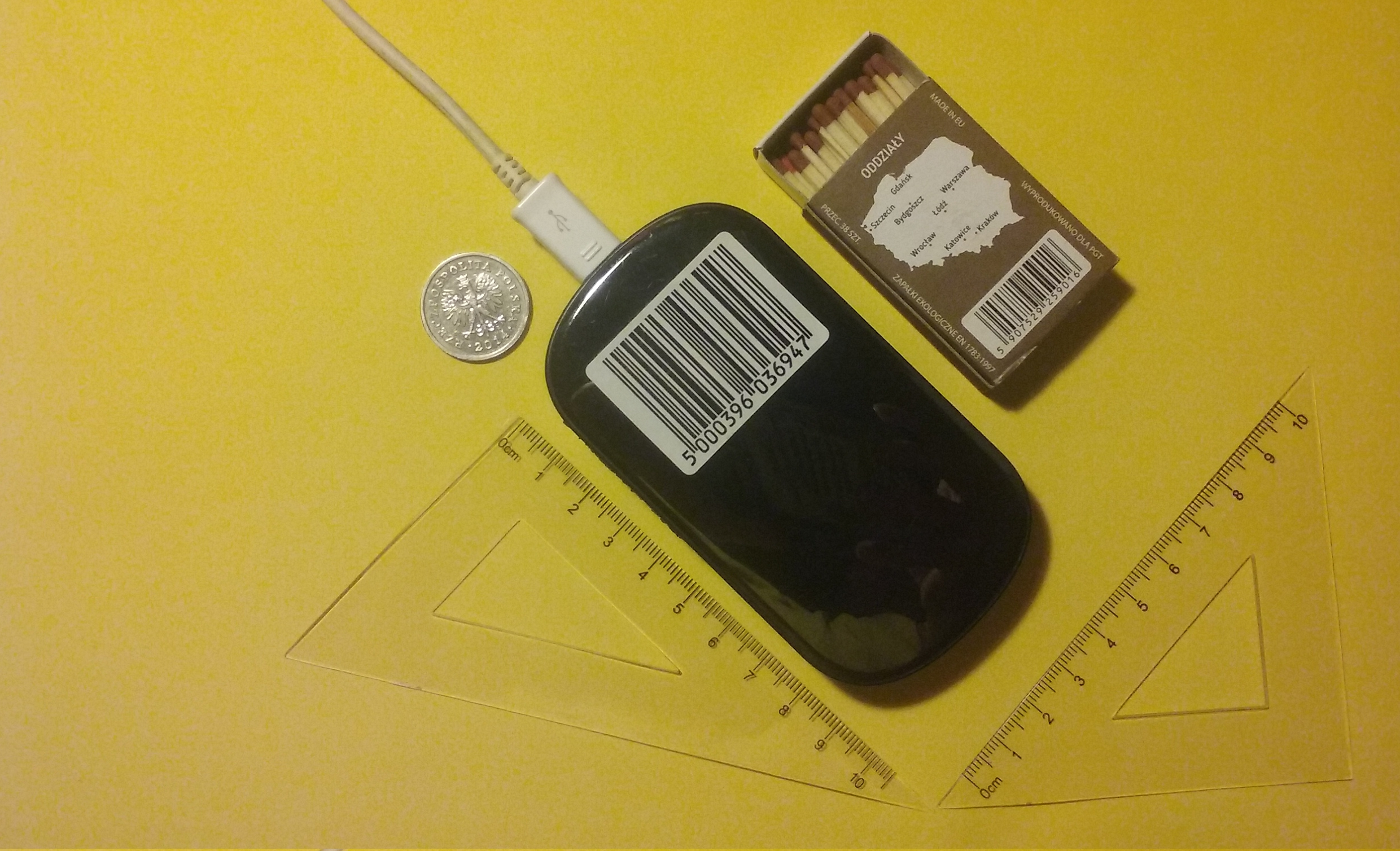
Router mobilny Huawei E587u-2 w skali porównawczej, kompletne urządzenie

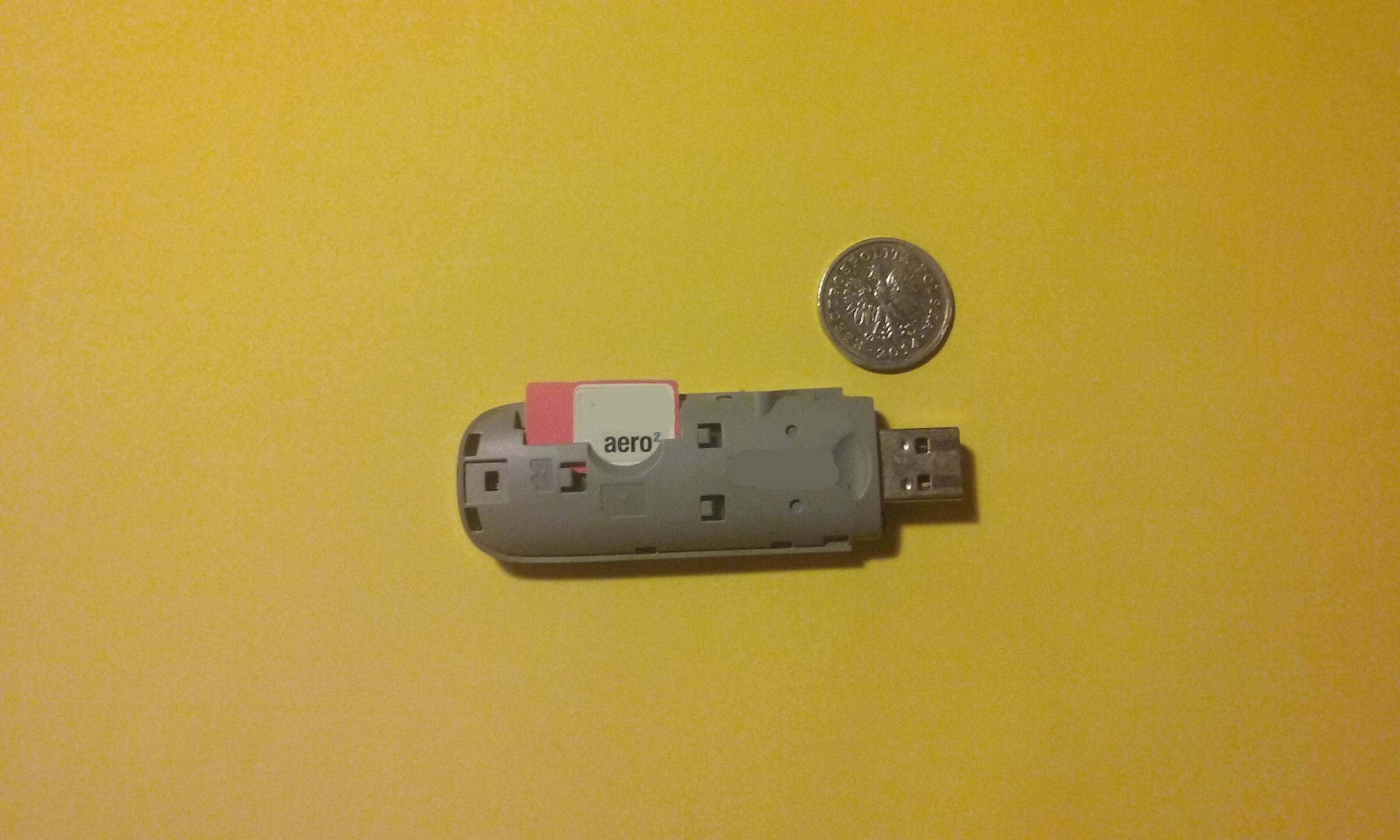
Modem mobilny Huawei E173u-2 z kartą SIM unikalnej usługi Bezpłatnego Dostępu do Internetu świadczonej przez Aero2

Internet mobilny – umożliwienie dostępu do serwisów WWW z poziomu urządzeń przenośnych (głównie telefonów komórkowych i PDA). Internet mobilny jest medium łączącym elastyczność Internetu i dostępności telefonów komórkowych.

## Najważniejsze zaletymobile web
- Możliwość dostępu do informacji wszędzie, gdzie posiadamy ze sobą telefon.
- Zasięg Internetu mobilnego już teraz jest dwa razy większy niż zasięg Internetu klasycznego. Dziś 1/3 ludzi na Ziemi ma dostęp do Internetu mobilnego. Przed rokiem 2010 prawdopodobnie połowa ludzi na ziemi będzie mieć dostęp do Internetu mobilnego (źródło: Informa Telecoms & Media, 2007)
- Umożliwia zwiększenie funkcjonalności serwisów WWW poprzez możliwości związane z nawigowaniem głosowym, zarządzaniem kontaktami, lokalizacją (zarówno poprzez GPS, jak i stacje bazowe i usługi operatorów).

## Technologia
Z technologicznego punktu widzenia mobile web dziś to głównie serwisy WWW przystosowane do oglądania na przeglądarkach w urządzeniach mobilnych.
Przystosowanie serwisu WWW do wersji mobilnej następuje w kilku obszarach.
- Koszt – bardzo często użytkownicy mobilni są rozliczani za pobrane dane. Należy minimalizować koszty, na jakie ich narażamy poprzez lekki layout serwisu.
- Szybkość działania – dostęp mobilny odbywa się zazwyczaj wolniej niż na popularnych łączach szerokopasmowych. Należy zastosować techniki umożliwiające minimalizację opóźnień.
- Nawigacja – charakterystyka urządzeń mobilnych wymaga zupełnie innego zaprojektowania. Należy brać pod uwagę małe wymiary wyświetlacza, pracę w ciężkich warunkach, możliwość wystąpienia nawigacji z klawiatury lub ekranu dotykowego oraz wiele innych czynników.
- Poprawne działanie – urządzenia mobilne nie wykształciły jeszcze spójnego standardu technologicznego. Należy dopasowywać serwowane dane w zależności od wykrytej przeglądarki w urządzeniu. Należy też przeprowadzić testy serwisu w najpopularniejszych urządzeniach.
- Kontekst – potrzeby użytkowników mobilnych są diametralnie różne od potrzeb użytkowników klasycznych. Konieczna jest analiza potrzeb dla ustalenia wartości kluczowych dla użytkownika mobilnego.

## Rynek mobilny
Wielu analityków zauważa analogię pomiędzy rozwojem Internetu a rozwojem Internetu mobilnego. Szacuje się, że ten drugi jest około 4–8 lat wcześniej w rozwoju. Oznacza to, że największy rozwój mobilnego Internetu właśnie się zaczyna.
- Rynek mobilny jest największą platformą dystrybucyjną na Świecie. Mamy dwa miliardy użytkowników telefonów komórkowych w opozycji do miliarda użytkowników Internetu i miliarda użytkowników telewizji[1].
- Około 28% użytkowników telefonów komórkowych korzystało za ich pomocą z Internetu przynajmniej raz[2].
- W Europie, w roku 2006, mobilny Internet był najpopularniejszy w Niemczech i we Włoszech, korzystało z niego 34% populacji internautów w tych krajach[3].
- Według raportu amerykańskiego PEW Institute, w 2008 roku, za pośrednictwem różnych urządzeń przenośnych, z Internetu mobilnego korzystało 56% mieszkańców USA[4].
- W 2006 roku liczba urządzeń mobilnych z dostępem do Sieci wyniosła 2,4 miliarda (GSM Association, 2007).
- Firmy i osoby indywidualne zarejestrowały około 75 000 stron w domenie .mobi w pierwszych 8 godzinach 27 października 2006, gdy domena ta trafiła do publicznego obrotu (dotmobi, 2006).
- Prognozuje się, że w 2014 roku liczba mobilnych internautów zrówna się z internautami stacjonarnymi i wyniesie po 1,6 mld osób. Natomiast w 2015 roku, liczba mobilnych użytkowników Internetu ma wzrosnąć do 2 mld, podczas gdy liczba stacjonarnych użytkowników do 1,7 mld[5].

## Potrzeby internautów mobilnych
Wraz z rozwojem platformy mobile web użytkownicy coraz częściej deklarują swoje potrzeby. Gazeta Wyborcza opublikowała wyniki badań KPMG – przebadano 400 osób w wieku 25–40 lat – ludzi, którzy intensywnie korzystają z Internetu i telefonów komórkowych. Liczba takich osób w Polsce oszacowano na od 2 do 4 milionów. Z opublikowanego raportu wynika między innymi, że badani chętnie w Internecie mobilnym sprawdzaliby adresy, godziny otwarcia, rozkłady jazdy, przeszukiwali plan miasta lub rezerwowali bilety. Według autorów raportu istnieje duże, niezaspokojone zapotrzebowanie na mobilne usługi internetowe.